# Hieracium crassipedipilum
Hieracium crassipedipilum — вид квіткових рослин з родини айстрових (Asteraceae). Вид зростає в Європі: Польща, Словаччина; це багаторічна рослина.